# Otto Ludwig Froriep
Otto Ludwig Froriep (* 7. September 1835 in Berlin; † 18. Januar 1883 in Rheydt) war ein deutscher Unternehmer in der Maschinenbauindustrie.

## Leben
Otto Froriep war der erstgeborene Sohn des Anatomen Robert Froriep (1804–1861) und ein Bruder des Anatomen August Froriep (1849–1917); der Großvater Ludwig Friedrich von Froriep (1779–1847) war Gynäkologe. Der in Berlin aufgewachsene Otto zog 1846 mit seinen Eltern und Geschwistern nach Weimar. Sein Vater übernahm 1846 in Weimar vom Großvater die Leitung des Landes-Industrie-Comptoirs und des Geographischen Instituts.
Von 1851 bis 1854 besuchte Otto die Königliche Gewerbeschule Chemnitz. Nach seiner Ingenieurausbildung leitete er die Deutsche Werkzeugmaschinenfabrik Chemnitz. 1867 verlegte Froriep seinen Wohnsitz nach Rheydt; mit Karl Klingelhöffer gründete er dort 1867 sein erstes Maschinenbau-Unternehmen. Nach dem Ausscheiden von Klingelhöffer 1876 als Gesellschafter führte Froriep das Unternehmen unter der Firma Otto Froriep weiter. Nach dem frühen Tod des Gründers übernahm sein erstgeborener Sohn Paul Froriep (1863–1910) die Leitung des Familienunternehmens. In den 1960er Jahren verkauft die Familie Froriep das nun unter der Firma Maschinenfabrik Froriep GmbH geführte Unternehmen an ein Investment-Unternehmen.
Otto Froriep war mit Melitta Franziska Froriep, geborene Thierfelder (1841–1923). verheiratet, das Paar hatte 13 Kinder. Zu seinen Nachfahren gehörten die Fabrikantem Otto Froriep und dessen 1927 in Freiburgh geborener Sohn Henrik Froriep, der geschäftsführender Gesellschafter der Maschinenfabrik Froriep GmbH in Rheydt wurde.